# صدف‌های چپ‌پیاله
صدف‌های چپ‌پیاله (نام علمی: Exogyra) نام یک سرده از تیره لانه‌زنبوری‌صدفان است.